# Der verborgene Garten (Kate Morton)
Der verborgene Garten (engl. The Forgotten Garden) ist ein Roman der Australierin Kate Morton, der 2008 bei Allen & Unwin in Crows Nest/Australien erschien.
Der heimelig-schauerlich Titel spendende Ort liegt auf einem Felssporn über der Südküste von Cornwall. Die Autorin räumt ein, der Text sei eine Reminiszenz an „Der geheime Garten“. Bereits als Kind habe sie Burnetts Jugendbuch geliebt. Parallelen zu Charlotte und Emily Brontës Werken „Jane Eyre“ und „Sturmhöhe“ zeichnen sich ab.

## Inhalt
Im Jahr 1913 liest Hamish Andrews, Hafenmeister im nordostaustralischen Maryborough, die vierjährige Ivory Mountrachet an einem Anlegeplatz auf und nimmt sie mit nach Hause. Das Kind ist anscheinend mit dem letzten Schiff aus England mutterseelenallein angekommen. Da Ivory weder ihren Namen verrät noch ein Dokument mitführt, nennt Hamish sein neues Kind Nell (Nellie) Andrews. Nell wächst in der Familie Andrews auf. 1947 wird ihre Tochter Lesley geboren. 1961 stirbt Nells erster Mann Al. Lesleys Tochter Cassandra wird 1966 geboren. Das Mädchen wächst bei der Großmutter Nell auf. Ihre flatterhafte Mutter Lesley hatte sich mit einem gewissen Len aus dem Staube gemacht. Die von der Mutter im Stich gelassene Cassandra beginnt später ein Kunststudium und heiratet schließlich Nicholas (Nick). Leo wird geboren. Ehemann und Sohn kommen bei einem Verkehrsunfall ums Leben. Nach dem Tode Nells erbt Cassandra ein Haus in Tregenna/Cornwall. Der Küstenort liegt zirka 30 Kilometer westlich von Polperro am westlichen Ausgang des Ärmelkanals. Das betreffende Testament aus dem Jahr 1981 war nach einer Flugreise Nells entstanden. Bereits im Jahr 1975 hatte die Frau ihr englisches Geburtshaus gekauft, nachdem sie ihre Herkunft erforschen wollte. Die Nachforschung war nicht bis ins Letzte erfolgreich verlaufen. Die neue Hausbesitzerin Cassandra wiederholt im Jahr 2005 die Erkundungsfahrt der Großmutter, findet in England in dem Einheimischen Christian Blake einen neuen Partner und lüftet zusammen mit dem ehemaligen Arzt die meisten restlichen Geheimnisse sukzessive.
Anlässlich ihres 21. Geburtstages hatte Hamish seiner „Tochter“ gestanden, sie sei eine Fremde. Nach Hamishs Tode war Nell ihrer Lebensgeschichte in London und auf der Cliff Cottage hoch über Blackhurst Manor dicht neben dem Dorf Tregenna auf den Grund gegangen. Dreißig Jahre später eruiert die Enkelin Cassandra an selbigen Lokalitäten: Nell Andrews – eigentlich Ivory Mountrachet (siehe oben) – war die Tochter der Märchenbuchautorin Eliza Makepeace und des Malers Nathaniel Walker. Der mittellose Nathaniel, ein in New York geborener Sohn immigrierter Polen, hatte Rose Mountrachet geheiratet. Rose war die einzige Tochter des Lord Linus Mountrachet, Herr auf Blackhurst Manor und seiner Gattin Lady Adeline Mountrachet. Die Ehe von Rose und Nathaniel bleibt zum Leidwesen der jungen Frau kinderlos. Rose hatte im Kindesalter einen Fingerhut verschluckt und war vom behandelnden Arzt mit den 1895 entdeckten Röntgenstrahlen über Gebühr durchleuchtet und dadurch unfruchtbar gemacht worden.
Lord Linus hatte seine Schwester Georgiana sehr geliebt. Ein Jahr vor der Hochzeit des Lords mit der Bürgerlichen Adeline Langley war die Schwester mit einem Seemann durchgebrannt, der im Londoner Hafen gearbeitet hatte. Aus der Verbindung waren am 1. September 1888 die Zwillinge Eliza und Sammy hervorgegangen. Lord Linus hatte Henry Mansell mit der Ermordung des Seemanns beauftragt. Denselben gutbezahlten Mr. Mansell lässt er in London und später in ganz Europa nach der Schwester Georgiana suchen. Mansell hat keinen Erfolg, doch er findet im Jahr 1900 Eliza in London unter der Fuchtel der geldgierigen Ladenbesitzerin Mrs. Swindell. Mansell entführt Eliza aus der Londoner Gosse und führt sie seinem Auftraggeber zu. Sammy war zuvor auf der Londoner Straße bei einem Unfall umgekommen. Eliza wächst zusammen mit Rose auf. Als die Cousine Nathaniel heiratet, zieht sich Eliza in die Cliff Cottage zurück und pflegt den verborgenen Garten in der unmittelbaren Nachbarschaft. Da Rose nicht schwanger wird, bittet die Unglückliche gemeinsam mit ihrer Mutter Adeline die Cousine um einen Liebesdienst. Eliza soll sich von Nathaniel schwängern lassen und das Kind der „Mutter“ Rose übergeben. Gesagt, getan. Eliza verlässt während der Schwangerschaft die nun hoch ummauerte Cliff Cottage nicht und bringt Ivory im Jahr 1909 zur Welt. Auf Betreiben von Adeline wollen Nathaniel und Rose mit Ivory nach New York übersiedeln. Somit wäre das Kind der leiblichen Mutter ein für alle Mal entzogen. Vor dem beabsichtigten Umzug nach Übersee kommt das Paar jedoch bei einem Eisenbahnunglück im Jahr 1913 in Schottland ums Leben. Eliza nutzt die Gelegenheit und flieht mit der Tochter von Cornwall nach London. Ziel ist ein Schiff nach Australien. Eliza bringt Ivory an Bord und sucht noch rasch Mrs. Swindell auf. In deren Haus hat sie in einer verwinkelten Bodenkammer eine kostbare Brosche versteckt. Nach geglückter Bergung des Familienerbstücks wird Eliza von Mansell nach Blackhurst Manor entführt. Das Schiff sticht mit Ivory in See. Auf der Kutschfahrt nach Cornwall kommt Eliza bei einem Fluchtversuch ums Leben. Zusammen mit Mansell verscharrt Adeline die Tote im verborgenen Garten zusammen mit der Brosche.
Gemeinsam mit ihrem guten Bekannten, dem oben erwähnten Christian Blake, stößt Cassandra im Jahr 2005 auf das im Jahr 1913 Verscharrte. Christian, 1964 in Tregenna geboren, hatte bereits 1975 im verborgenen Garten mit Cassandras Großmutter Nell alias Ivory Bekanntschaft gemacht. Das Happy End bleibt nicht aus. Cassandra und Christian werden ein Paar.

## Form und Interpretation
Handlungsstränge – hauptsächlich aus den Jahren 1913, 1975 und 2005 – werden alternierend entwickelt. Die geradezu detektivische Ermittlungsarbeit von Nell alias Ivory und Cassandra ist von Irrtümern begleitet und sorgt für die heillose Leser-Verwirrung. Zum Beispiel wird auf der Schiffsreise nach Australien an Bord im Beisein des Schiffsarztes gemunkelt, die Mutter der Vierjährigen soll vor der südafrikanischen Küste gestorben sein. Halbwahrheiten werden ausgesprochen – Nells leibliche Eltern seien Rose und Nathaniel Walker – und fortgesponnen: Rose sei schwanger gewesen.
Kate Morton legt obendrein mehrere falsche Fährten. Der Leser muss zum Beispiel über weite Strecken annehmen, nicht Eliza, sondern die Hausangestellte Mary sei die Leihmutter.
Die Sprache der Bestseller-Autorin Kate Morton befremdet mitunter – zum Beispiel, wenn sie von „Benimmregeln“ erzählt oder vom „Beglotzen“. Anstelle eines Semikolon wird ein Punkt gesetzt. Der Roman schließt mit einem Satz, der grammatisch nicht wohlgeformt ist.

## Ausgaben in deutscher Sprache

### Verwendete Ausgabe
- Kate Morton: Der verborgene Garten. Roman. Aus dem Englischen von Charlotte Breuer und Norbert Möllemann. Weltbild, Augsburg 2012, ISBN 978-3-8289-9538-3. (Lizenzgeber der deutschsprachigen Ausgabe: Diana Verlag, München 2009)